# Seneb Kay
Senebkay, o Seneb Kay (fl. circa 1650 a.C.), è stato un faraone durante il tardo Secondo periodo intermedio dell'Egitto.

## Scoperta
Nel corso di una stagione di scavi a sud di Abido (nel governatorato di Sohag) iniziata nel 2013, un team di ricercatori dell'Università della Pennsylvania e di archeologi egiziani, diretti da Josef W. Wegner, si imbatté in alcune tombe reali databili al secondo periodo intermedio. Una di queste risultò nel gennaio 2014 appartenere a Sekhemra-khutawy Sobekhotep della XIII dinastia, mentre un'altra nei pressi, più modesta e di epoca posteriore, risultò appartenere ad un faraone completamente sconosciuto.

La nuova tomba infatti, costruita con materiale di reimpiego databile al tardo Medio Regno, era composta di quattro camere di cui l'ultima, quella funeraria, con pareti in calcare decorato con immagini di dèi e, soprattutto, con la parziale titolatura del proprietario, Woseribra Senebkay.
La tomba risultò ben presto saccheggiata già in epoca antica: la bara lignea, frantumata, conteneva ancora lo scheletro del faraone, benché spogliato degli oggetti preziosi; parte del corredo funerario ed il sarcofago in quarzite, risultarono prelevati dalla vicina tomba del già citato Sobekhotep, un segno che evidenzierebbe i limiti delle risorse di Senebkay.

### Morte
Sulla base delle ossa si è potuto stabilire che Senebkay doveva da vivo essere alto circa 175 cm e che morì tra i 35 e i 40 anni d'età. Nel febbraio 2015 uno studio sullo scheletro ha suggerito che Senebkay potrebbe avere trovato la morte in battaglia, dapprima ferito alle caviglie e alle ginocchia (molto probabilmente perché si trovava a cavallo) e successivamente abbattuto da due colpi d'ascia sul cranio. Questo fatto farebbe di Senebkay il più antico faraone morto in battaglia di cui ci sia giunta testimonianza.
È possibile che il re cadde in battaglia combattendo contro gli Hyksos che all'epoca governavano il nord dell'Egitto. Oppure contro i nemici a sud, sui quali le fonti storiche risalenti a quest'epoca raccontano di almeno un tentativo di invasione dell'Alto Egitto da parte di una grande forza militare dalla Nubia. In alternativa, Senebkay potrebbe aver avuto altri opponenti politici, forse dei re basati a Tebe.

## Collocazione dinastica
La scoperta di Senebkay pare confermare l'esistenza - ipotizzata già da tempo da alcuni egittologi quali Detlef Franke e Kim Ryholt - della cosiddetta "Dinastia di Abido", un'effimera casata di sovrani locali che avrebbe regnato in quella città durante il secondo periodo intermedio, contemporaneamente alle dinastie XV e XVI. In alternativa, Senebkay è forse da attribuire direttamente alla XVI dinastia. Potrebbe riferirsi a lui uno dei due "Woser[...]ra" riportati in un frammento danneggiato del Canone Reale.

## Titolatura
| G5 |

| G5 |

|       |
| \| \| |
|       |
|       |

|  |

|       |
| \| \| |
|       |
|       |

|  |

| G16 |

| G16 |

|  |

| G8 |

| G8 |

|  |

| M23 · X1 | L2 · X1 |

| M23 · X1 | L2 · X1 |

|       |
| \| \| |
|       |
|       |

|  |

|       |
| \| \| |
|       |
|       |

|  |

| G39 | N5 |

| G39 | N5 |

| s | n · b | D28 | i | i |

| s | n · b | D28 | i | i |

| s | n · b | D28 | i | i |

| s | n · b | D28 | i | i |

| s | n · b | D28 | i | i |

| s | n · b | D28 | i | i |

| s | n · b | D28 | i | i |

| s | n · b | D28 | i | i |